# Zau de Câmpie (gmina)
Zau de Câmpie – gmina w Rumunii, w okręgu Marusza. Obejmuje miejscowości Bărboși, Botei, Bujor-Hodaie, Ciretea, Gaura Sângerului, Malea, Ștefăneaca, Tău i Zau de Câmpie. W 2011 roku liczyła 3236 mieszkańców.